# 朗塞 (卢瓦-谢尔省)
朗塞（法語：Lancé，法語發音：[lɑ̃se] ⓘ）是法国卢瓦-谢尔省的一个市镇，属于旺多姆区。

## 地理
朗塞（47°41'38"N, 1°4'3"E）面积18.01 平方千米，位于法国中央-卢瓦尔河谷大区卢瓦-谢尔省，该省份为法国中北部省份，北起厄尔-卢瓦省，东北接卢瓦雷省，东南接谢尔省，南至安德尔省，西南接安德尔-卢瓦尔省，西北接萨尔特省。
与朗塞接壤的市镇（或旧市镇、城区）包括：克吕舍赖、贡贝尔让、努赖、普赖、圣阿芒-隆普雷。
朗塞的时区为UTC+01:00、UTC+02:00（夏令时）。

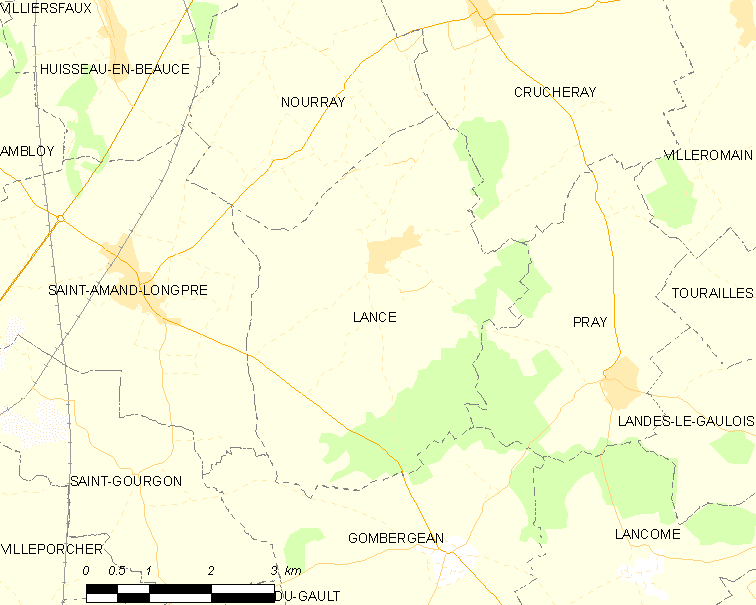
朗塞的OSM定位图

## 行政
朗塞的邮政编码为41310，INSEE市镇编码为41107。

## 政治
朗塞所属的省级选区为卢瓦河畔蒙图瓦尔县。

## 人口

1962-2008年间朗塞人口变化图示

朗塞于2022年1月1日时的人口数量为474人。